# Eilif kulnasvein
Eilif kulnasvein (Eilífr kúlnasveinn) var en isländsk skald som på 1100-talet tros ha diktat en drapa om Kristus (Kristsdrápa). Tre halvstrofer och en kvartsstrof ur detta förmodade kväde har bevarats i Snorre Sturlassons Skáldskaparmál (52): det kapitel som handlar om vilka kenningar som kan användas för att känneteckna Kristus. Eilif bidrar med följande omskrivningar: solkungen, Marias son, änglarnas kung, människornas furste och alltets kung. Den första av de citerade halvstroferna lyder så här:
Hróts lýtr helgum krúzi
heims ferð ok lið beima,
sǫnn er en ǫll dýrð ǫnnur
einn sólkonungr hreinni.
(Översättning: Världens taks [himlen] folk [änglarna] och människornas skara böjer sig för det heliga korset. Solkungen [Kristus] är ensam renare än all annan sann härlighet.)
En fullstrof med lika kristligt innehåll har bevarats i den Fjärde grammatiska avhandlingen och tillskrivs där en "Eylífr", som kan antas vara samme diktare. 
Ingenting är känt om vem denne Eilif var. Det har gissats att han kan ha varit munk eller präst; en förmodan som främst bygger på det faktum att han kallas kúlnasveinn (ungefär: "ung man med kulor"). Detta tillnamn leder enligt Finnur Jónsson tankarna till en ung kyrkans tjänare, som fromt rabblande sina böner plockar med kulorna i sitt radband.